# Albești (okręg Teleorman)
Albești – wieś w Rumunii, w okręgu Teleorman, w gminie Vedea. W 2011 roku liczyła 892 mieszkańców.